# Silvestre Fernández de la Somera

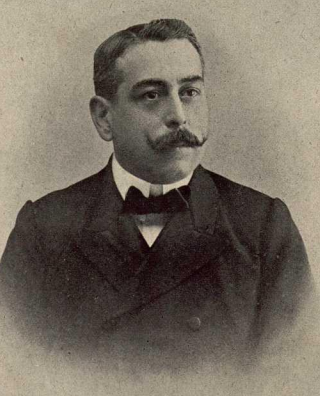
Silvestre Fernández de la Somera

Silvestre Fernández de la Somera y Guzmán (Málaga, 24 de agosto de 1866-Madrid, 10 de octubre de 1913) fue un ingeniero de caminos y político español. 
Sus trabajos se vieron principalmente centrados en el mundo del ferrocarril tras graduarse en el año 1893. Fue director de la Compañía de ferrocarriles del Sur de España y dirigió la explotación de la línea Baza-Guadix, participando en la construcción del llamado Puente de Lata. Posteriormente fue subdirector de la red catalana.
Fue nombrado alcalde de Málaga en 1903, «encasillado» por el gobernador. Según el diario republicano El País, que lo describió como un «sumiso instrumento de los ignacianos», fue elegido sin méritos, únicamente por haberse comprometido a que no resultase elegido «ni un republicano» en la siguiente lucha electoral. También presidió la Diputación Provincial de Málaga y entre 1907 y 1910 fue diputado a Cortes por el distrito de Coín.
Fue premiado con la Gran Cruz de la Orden de Isabel la Católica.
Su hermano Ignacio Fernández de la Somera fue también un prestigioso ingeniero de caminos y destacó como político tradicionalista. 